# 佐伯市コミュニティバス

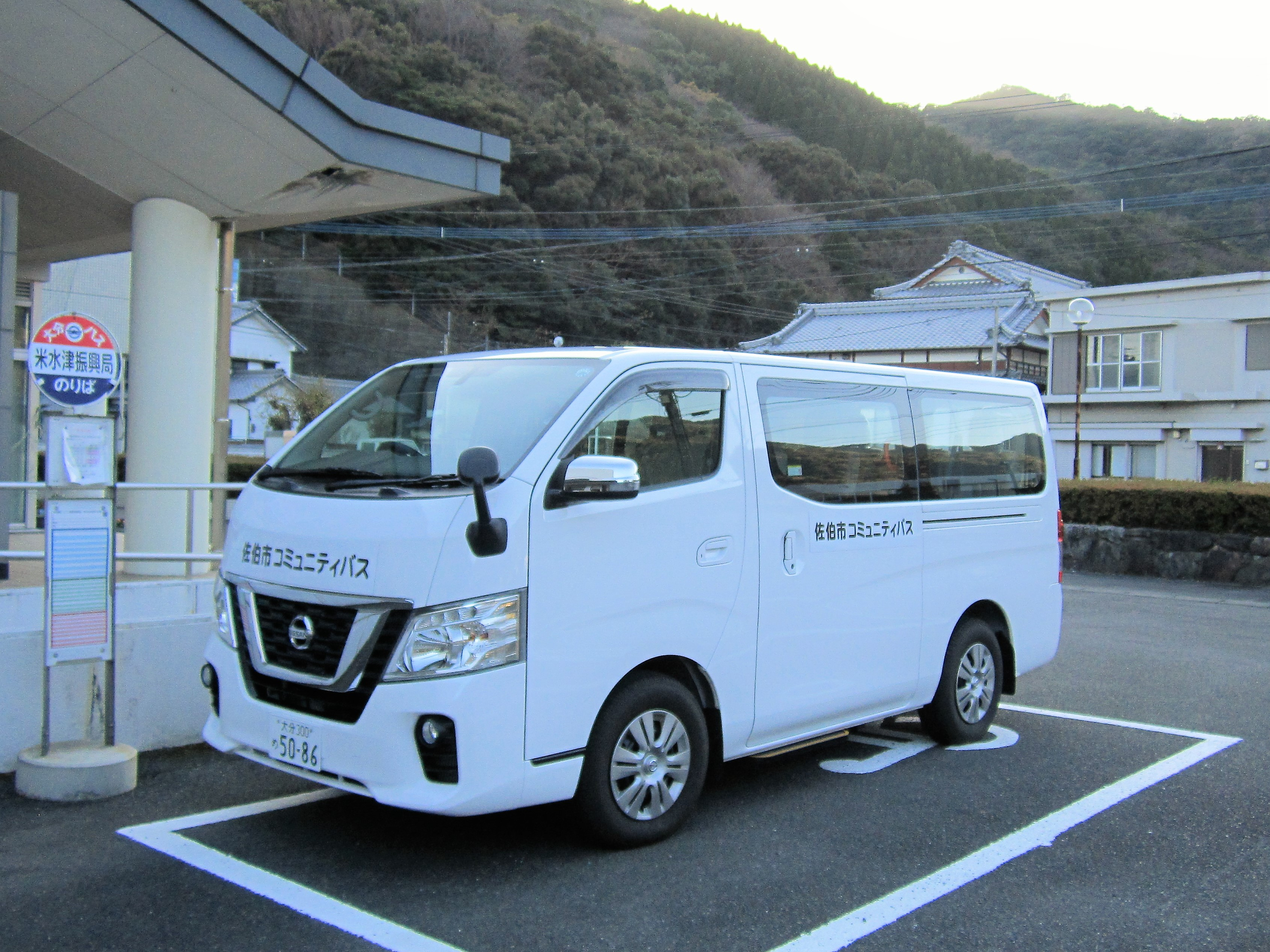
佐伯市コミュニティバス（米水津線）

佐伯市コミュニティバス（さいきしコミュニティバス）は、大分県佐伯市にて運行しているコミュニティバスである。
佐伯市が主体となって運行していたが、かつては佐伯市コミュニティバスと別扱いとなっていた「佐伯市営マイクロワンマン自動車」についても、この記事にて述べる。

## 概要
- 料金は1回利用100円で、未就学児は無料。
- 特記のない路線は、土曜日・日曜日・祝祭日は運休。

## 沿革
佐伯市内は大分バスが各方面に路線を延ばしていたが、ほとんどの路線が不採算だったため2013年と2018年の二度にわたって大規模な路線廃止を行った。これに伴って発生する交通空白地域の解消のため、2018年に運行を開始した。

## 路線
黒沢・岸河内線
- トキハインダストリー - 田渕 - 岸河内 - 船形

大入島線
- フェリー乗場前 - 石間 - 荒網代東

床木線
- 道の駅やよい - 留田 - 切水 - 久保

大間線
- 道の駅やよい - 蕨野 - 元田 - 尺間登山口

久保線
- 西田病院 - コスモタウン - 岡田 - 久保

山梨子・切畑線
- 道の駅やよい - 山梨子 - 尾岩 - 平井 - 須平 - 久土 - 堤内公民館前 - 直見駅

山梨子・切畑線 循環
- 道の駅やよい - 平井 - 尾岩 - 山梨子 - 道の駅やよい

本匠線
- 西田病院 - コスモタウン - 道の駅やよい - 本匠地区公民館前 - 福祉センター前 - 上津川
  - 土曜日も運行。

因尾〜宇目線
- 福祉センター前 - 上津川 - 宇目振興局 - うめタウン326
  - 火曜・木曜に運行。

宇目・直川線
- ふれあいセンター宇目 - 重岡駅 - 柚の原 - （大石） - 大鶴入口 - 直川振興局 - 番匠 - （鶴岡小学校前） - 大手前 - 佐伯駅 - 葛港（かずらみなと）
  - 平日は上下各4便が運行されるが、一部は番匠 - 直川振興局間の区間便や途中停留所を経由しないものもある。
  - 土休日は直川振興局 - 葛港間に2往復が運行される。

直川線（赤木）
- 直川振興局 - 直川駅 - 鉱泉センター直川 - 吹原
  - 土曜日も運行。

下直見線
- 直見駅 - 水口 - 河内 - 直川振興局
  - 土曜日も運行。

鶴見線
- 鶴見地区公民館 - 敷場 - 中越 - 梶寄 - 下梶寄
  - 土曜日も運行。

野崎線
- 鶴見地区公民館 - 野崎 - 鶴見地区公民館

米水津線
- 米水津地区公民館 - 小浦 - 米水津地区公民館 - 宮ノ浦 - 米水津地区公民館
  - 土曜日も運行。

波当津線
- 蒲江振興局 - 道の駅かまえ - 丸市尾 - 波当津集会所
  - 土曜日も運行。

仲川原線
- 道の駅かまえ - 蒲江振興局 - 元猿 - 河内 - 仲川原
  - 土曜日も運行。

### 弥生タクシーによるデマンド運行路線
風戸線
- 福祉センター - 宇津々 - 笠掛 - 風戸白谷入口

三股線
- 福祉センター - 長野 - 三股 - 直見駅

小川線
- 福祉センター - 因尾 - 井ノ上 - 小半 - 小川岩屋

腰越線
- 福祉センター - うめタウン - 本山部 - 腰越

樫峰線
- 福祉センター - うめタウン - 上津川 - 樫峰

### 宇目タクシーによるデマンド運行路線
蔵小野線、河内線、河尻線、塩見線、上津小野線、落水線、西山線、宗太郎線、水ヶ谷線、柳瀬線、藤河内線

## 佐伯市営マイクロワンマン自動車
直川村が運行していた「直川村営マイクロワンマンバス」（直川村営バス）を、直川村を合併した佐伯市が引き継いだものである。

### 概要
- 元々路線バスがなかった赤木地区に「老人福祉センター緑泉」（鉱泉センター）がオープンしたことにより、その便宜を図るために設定された。[1] よって、廃止代替バスではない。
- 料金体系は佐伯市コミュニティバスと同じ。
- 佐伯市コミュニティバスと違い土曜日・日曜日・祝祭日も運行された。
- 運行形態は、直川村営バス当時から道路運送法の規定に基づく自家用自動車（白ナンバー車）による有償運送である。
- 現在は、佐伯市コミュニティバスの直川線（赤木）となっている。

### 沿革
- 1976年8月1日 - 直川村営マイクロワンマンバス赤木線運行開始。4往復。[1]
- 2005年3月3日 - 直川村の佐伯市への合併に伴い、佐伯市営マイクロワンマン自動車として佐伯市に引き継がれる。

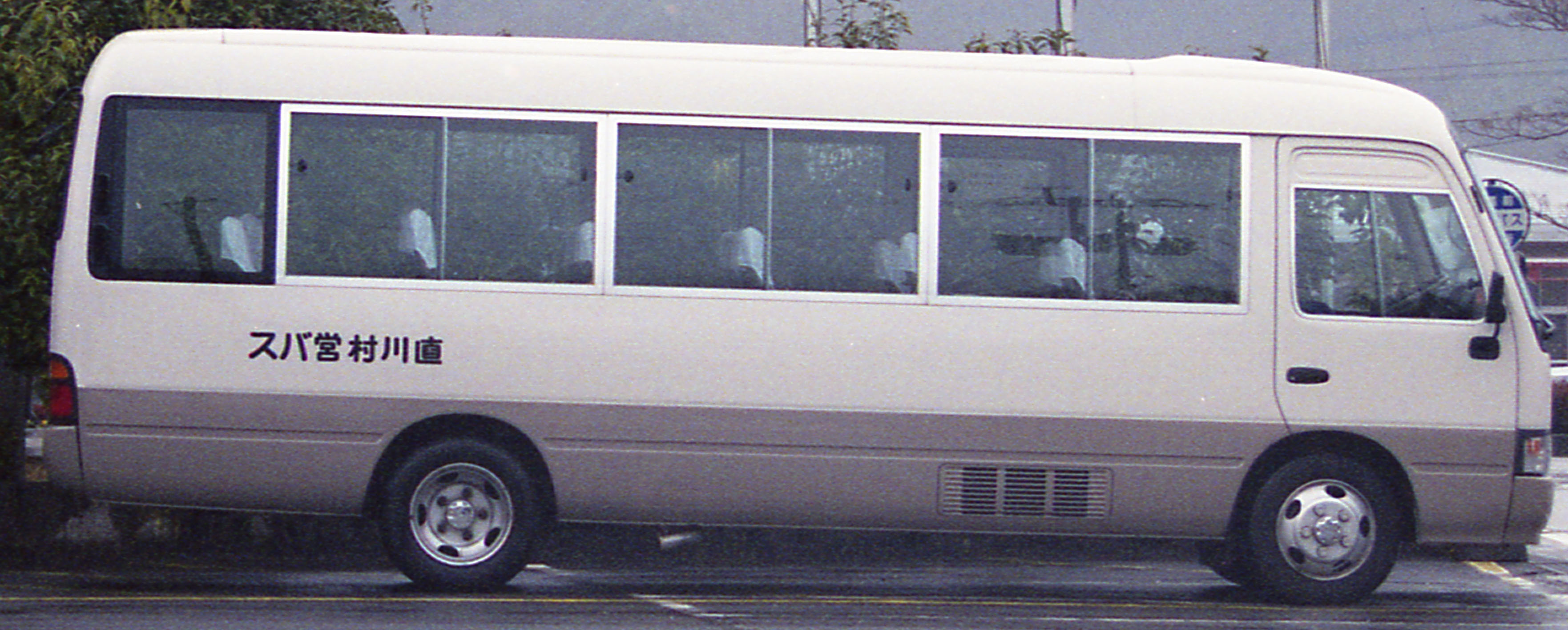
直川村営バス当時の車両（2000年）

### 路線
以下の1路線のみである。
- 直川振興局前 - 直川駅前 - 鉱泉センター前 - 吹原